# Iximché
Iximché (o Chi Iximcheꞌ en kaqchikel el seu nom significa arbre de blat de moro"), és un lloc arqueològic maia precolombí a Chimaltenango, Guatemala. Des de la seva fundació el 1470 fins al seu abandonament en 1527, Iximché va ser la capital del regne kaqchikel durant el Postclàssic tardà. El jaciment inclou diverses places cerimonials, temples piramidals, jocs de pilota i residències de l'elit. Iximché va ser el primer assentament castellà a Guatemala, i durant poc temps, entre el 1524 i 1527, va ser la primera capital de la regió sota domini espanyol després que la capital es traslladés a Ciudad Vieja. Avui en dia, Iximché continua sent un espai sagrat pels pobles indígenes maies. S'hi celebren cerimònies i rituals tradicionals, especialment durant dies importants del calendari maia, com el Waqxaqi' B'atz, que marca l'inici d'un nou cicle.
La ciutat arqueològica de Iximché va ser declarada Monument Nacional de Guatemala a la dècada de 1960. El jaciment compta amb un petit museu amb una exhibició de peces que es van trobar durant les excavacions, incloent-hi escultures i ceràmiques. Està obert al públic cada dia de la setmana. Durant alguns anys, els kaqchikels havien estat aliats dels k'iche'. No obstant això, el creixement del poder dels kaqchikels dins d'aquesta aliança finalment va causar tantes tensions que els kaqchikels es van veure obligats a fugir de la capital dels k'iche' i de fundar la ciutat d'Iximché. Els kaqchikels van establir la seva nova capital en un cim amb bones defenses naturals, gairebé totalment envoltada de profunds barrancs.
La ciutat d'Iximché es va desenvolupar ràpidament, i al cap de 50 anys de la seva fundació va aconseguir la seva extensió màxima. El govern d'Iximché estava format per quatre nobles principals, extrets dels quatre clans més importants del poble kaqchikel, encara que només eren els senyors dels clans Sotz'il i Xajil els qui posseïen el poder real.

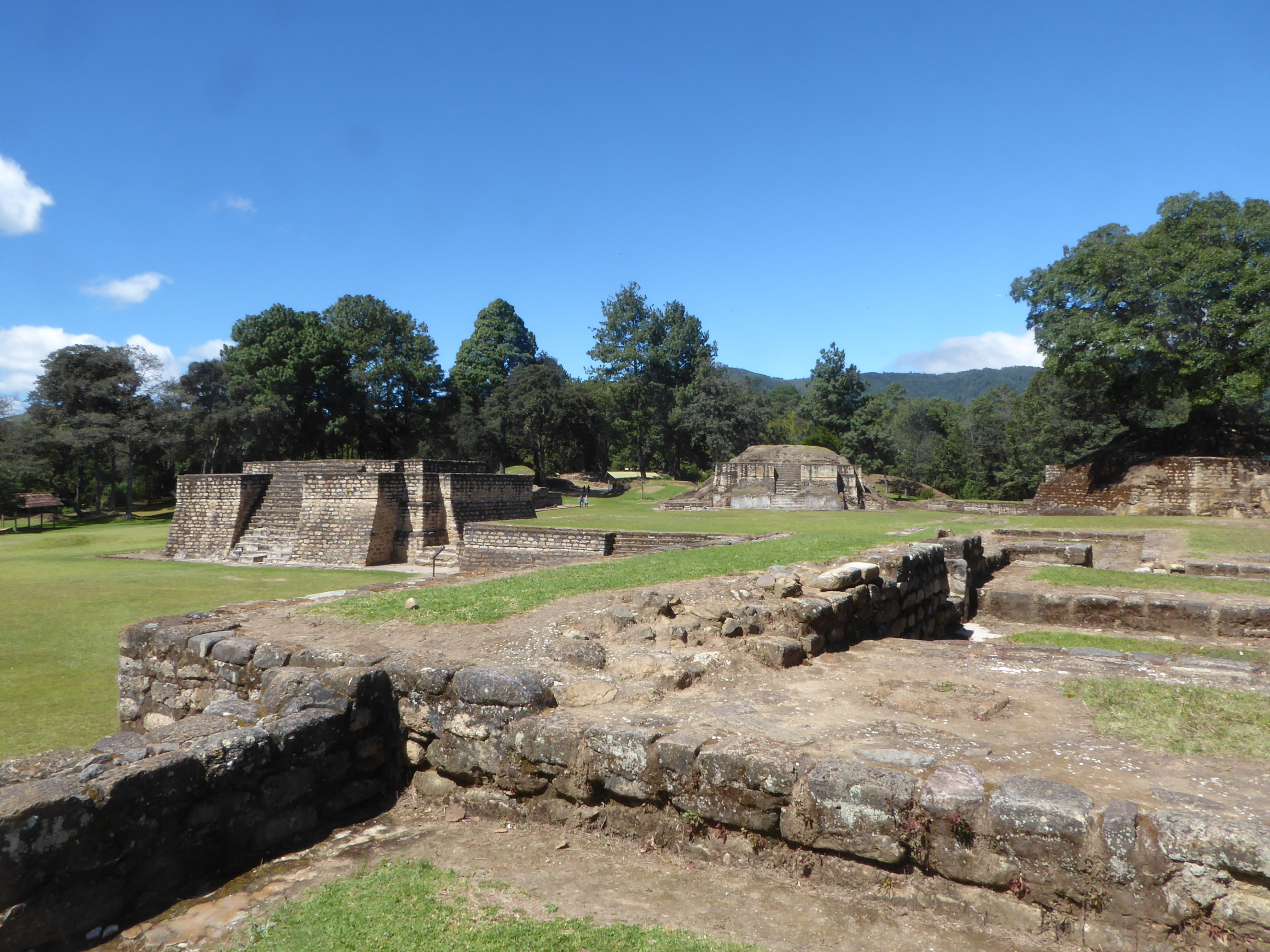
Ruïnes d'Iximché.

En els primers anys després de la fundació d'Iximché, els k'iche' van deixar els kaqchikels en pau. No obstant això, la pau no va ser duradora i en una batalla que s'esdevingué al voltant de l'any 1491 els kaqchikels van derrotar als seus antics senyors. Això va ser seguit per conflictes interns entre els clans kaqchikels, en els quals els clans rebels finalment van ser subjugats el 1493. La guerra contra els k'iche' va continuar durant la primera part del segle xv. Quan els conqueridors espanyols van arribar a Mèxic, l'emperador Asteca Moctezuma II va enviar missatgers per a avisar als kaqchikels.
Després de la rendició dels asteques a Hernán Cortés, Iximché va enviar els seus propis missatgers per a oferir una aliança entre els kaqchikels i els espanyols. Abans de l'arribada física dels europeus a Guatemala, la verola ja s'havia propagat, delmant a la població de la ciutat. En l'època de la conquesta espanyola, Iximché era la segona ciutat més important de l'altiplà de Guatemala després de Q'umarkaj, la capital del regne k'iche'. Inicialment el 1524, el conqueridor Pedro de Alvarado va ser ben rebut a Iximché i els reis kaqchikels van proporcionar guerrers nadius als espanyols per a ajudar en la conquesta dels altres regnes maies en l'altiplà. En el mateix any, Iximché va ser declarada la primera capital del Regne de Guatemala. A causa de les excessives exigències tributàries dels espanyols, els kaqchikels no van trigar a trencar l'aliança i van abandonar la seva capital, que va ser cremada 2 anys més tard per desertors espanyols. Els espanyols van fundar una nova ciutat pròxima, però la van abandonar el 1527 per les contínues hostilitats dels kaqchikels, que finalment es van rendir en 1530.

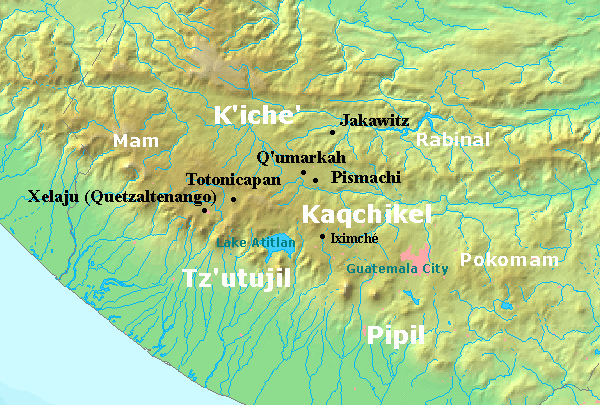
Mapa de l'altiplà de Guatemala durant el període Postclàssic

Al segle xvii, les ruïnes d'Iximché van ser descrites per primera vegada per un historiador guatemalenc. Al segle xvii, van ser visitades diverses vegades per científics que van publicar plànols i descripcions del lloc. A la dècada de 1940 es van iniciar investigacions serioses del jaciment, que van continuar en forma esporàdica fins a principis de 1970. En 1980, durant la Guerra Civil de Guatemala, es va celebrar una reunió a la ciutat arqueològica d'Iximché en la qual van participar líders indígenes i representants de la guerrilla, que van afirmar el seu compromís amb la defensa dels drets indígenes. En la celebració d'un Waqxaqi' Batz', el1987, per primera vegada es va dur a terme un ritual a la ciutat arqueològica d'Iximché per a restablir-la com un lloc sagrat per a cerimònies indígenes. El president dels Estats Units George W. Bush va visitar el lloc en 2007, i en el mateix any, la ciutat va ser l'escenari de la III Cimera Continental de Pobles i Nacionalitats Indígenes d'Abya Yala.

## Etimologia
El nom de la ciutat prové del nom maia per a l'arbre Brosimum alicastrum, que deriva de les paraules ixim (blat de moro) i cheꞌ (arbre), literalment significa «arbre de blat de moro». Mentre que el Brosimum alicastrum és un arbre comú en les terres baixes i humides del Petén, no ho és en les terres altes d'Iximché on abunden els boscos de pi i roure. Per tant, és possible que el nom estigui associat amb l'origen del poble kaqchikel, o potser es tractaria d'un error amb el nom comú de les plantes.
Iximché va ser anomenat Guatemala pels espanyols, paraula derivada del náhuatl Kwawtemallan, que significa «terres de molts boscos». Com que els conqueridors espanyols van fundar la seva primera capital a Iximché, es van servir del nom de la ciutat utilitzat pels seus aliats mexicans de parla nàhuatl i el van aplicar a la nova ciutat espanyola i, per extensió, al regne sencer. D'aquí prové el nom modern del país. Els investigadors del segle xix, també es van referir al lloc com Pa tinamit, una paraula kaqchikel que significa «la ciutat».

## Ubicació
Iximché està situat a 3 km al sud de la ciutat de Tecpán Guatemala, i 90 km a l'oest de la Ciutat de Guatemala, en el nord-est del departament de Chimaltenango. La ciutat va ser construïda en una plana a una altitud d'aproximadament 2.260 msnm en l'extrem sud-est d'un cim envoltat de profunds barrancs, els quals van formar bones defenses naturals contra les hostilitats de pobles veïns, com els k'iche' i els tz'utujils. El cim, coneguda com a «Ratz'am Ut», és un promontori del turó Tecpán, una muntanya de 3075 msnm situada al nord-oest d'Iximché. El cim està flanquejat per dos rius al fons de profunds barrancs, el Riu el Molino i el Riu els Chocoyos, que s'uneixen cap al sud-oest per a ajuntar-se amb el riu Madre Vieja, que al seu torn desemboca en l'Oceà Pacífic. Iximché està situat entre els boscos de pi i roure centreamericà, una vegetació típica de l'altiplà de Guatemala.

## Organització política
El regne kaqcxikel estava conformat per quatre clans, composts de deu llinatges o «cases grans» importants. Els quatre clans eren els Xajil, la branca principal dels kaqchikels, els Sotz'il, els Tuquche' i els Ajqajal.
| AjpoXahil     | AhpoSotz'il    | Q'alel Achi | Ajuchan     |
| ------------- | -------------- | ----------- | ----------- |
| Wuqu'-Batz'   | Jun-Toj        | Chuluk      | Xitamal-Kej |
| Oxlajuj-Tz'i' | Lajuj-Ah       |             |             |
| Oxlajuj-Tz'i' | Kablajuj-Tijax |             |             |
| Jun-Iq'       | Lajuj-No'j     |             |             |
| Beleje' K'at  | Kaji' Imox     |             |             |

Els governants d'Iximché eren quatre nobles principals, amb els títols de Ajposotz'il, Ajpoxahil, Q'alel Achi i Ajuchan, encara que en realitat només els dos primers tenien poder real. Els dos clans principals del poble kaqchikel proporcionaven cadascun un líder, un era l'Ajposotz'il («Senyor dels Sotz'il») i l'altre l'Ajpoxahil. Aquests títols reals van ser originalment atorgats als líders dels clans Xajil i Sotz'il pels k'iche', en agraïment dels seus serveis militars al Regne k'iche' de Q'umarkaj. Se suposava que tots dos líders eren iguals en rang, però a la pràctica, el rei Sotz'il tenia més poder (o nab'ey alaxel, «primer fill»), mentre que el rei dels Xajil era subordinat (o chaq'alaxel, «menor fill nascut»). Els títols dels altres dos nobles eren Q'alel Achi i Ajuchan, la qual cosa es tradueix en kaqchikel com a «persona principal» i el «portaveu» respectivament. El document kaqchikel Testament dels Xpantzay proporciona títols alternatius per a dos dels quatre governants. En aquest document s'enumeren l'AhpoSotz'il i l'AhpoXahil com els líders més importants, i s'esmenta que els altres dos senyors van ser proporcionats per dos clans addicionals, rebent els títols de Ajpotuquche' («Senyor dels Tuquche'») i Ajporaxonijay («Senyor dels Raxonijay»).
Els títols d'Ajposotz'il i Ajpoxahil eren hereditaris i es van transmetre de pare a fill. L'hereu del rei Xajil portava el títol Ajpop Achi Yq'ich, i l'hereu Sotz'il tenia el títol de Ahpop Achi Balam. Eren càrres importants i els hereus eren comandants militars en el camp de batalla.

## Història

### Història primerenca
Els arqueòlegs només van trobar restes d'una fase d'ocupació pre-kaqchikel en un antic nivell que data del Preclàssic Tardà.Plantilla:SfnGuillemín També s'han trobat algunes restes que daten del Clàssic Primerenc i Tardà, però són incidentals i no representen una ocupació del període clàssic del lloc.Plantilla:SfnGuillemín

### Història del postclàssic tardà
El poble kaqchikel estava estretament vinculat als k'iche', els seus antics aliats. Des de l'època de Teotihuacan, la gran metròpoli mesoamericana del Clàssic Primerenc, els pobles maies com els kaqchikels o els k'iche' van ser fortament influenciats pel centre de Mèxic. La història d'Iximché s'extreu en gran part dels Annals dels Kakchikels, un document escrit poc després de la conquesta espanyola en l'idioma kaqchikel, però usant caràcters llatins. Aquest document detalla els orígens, la història i la conquesta dels kaqchikels. Els kaqchikels van ser aliats propers dels k'iche' durant molts anys. Els governants kaqchikels Jun-Toj i Wuqu'-Batz' van servir al gran rei K'iq'ab del regne k'iche' amb tanta lleialtat que els va premiar amb el poder de governar i els títols reials d'Ahpo Sotz'il i Ajpoxahil. Els fills de K'iq'ab es van posar gelosos pel creixent poder dels líders kaqchikels i van encapçalar una revolta contra el seu pare, que va malmenar seriosament la seva autoritat. Aquesta rebel·lió va tenir greus conseqüències per als k'iche', ja que els dominis conquerits van aprofitar l'oportunitat per alliberar-se del seu sotmetiment.
Un incident menor a la capital de Q'uma'r Ca'aj es va desenvolupar fins al punt de tenir conseqüències importants. Un soldat k'iche' va intentar apropiar-se del pa d'Ixim ("blat de moro") d'una dona kaqchikel anomenada Nimapam Ixkakaw qui l'estava venent al mercat. La dona es va defensar amb un pal i va espantar el soldat. Els kaqchikeles van exigir l'execució del soldat k'iche', mentre que la noblesa k'iche' va exigir el càstig de la venedora de pa kaqchikel. Quan els senyors kaqchikels es van negar a entregar-la, els senyors k'iche' van condemnar a mort a Jun-Toj i Wuqu-Batz', en contra del desig de K'iq'ab. El rei K'iq'ab va avisar als seus amics kaqchikels i els va aconsellar fugir de Q'uma'r Ka'aj. El dia 13 Iq' del calendari kaqchikel, els kaqchikels dirigits pels seus quatre senyors, van sortir de la capital dels k'iche' per a fundar la seva pròpia capital d'Iximché. Es desconeix l'any exacte d'aquest esdeveniment, però es creu que va ocórrer entre els anys 1470 i 1485. Els kaqchikels van abandonar la seva antiga capital Chi Awär (s'especula que es tractava de la vila ara coneguda com a Chichicastenango), ja que es trobava massa a prop de Q'uma'r Ka'aj.
Durant la resta de la seva vida K'iq'ab va aconseguir impedir que els seus nobles fessin  la guerra als kaqchikees, donant als seus antics aliatsprout temps per a establir el seu propi regne i prepararlessseves  defenses. Quan Jun-Toj va morir, va ser succeït pel seu fill Lajuj-Aj. Lajuj-Aj va morir en 1488 i va ser substituït per Kablahuh-Tihax. Oxlajuj-Tz'i', el fill de Wuqu'-Batz', va tenir un regnat llarg i reeixit, sobrevivint als regnats de dos dels seus cogovernants.
Al voltant del 1491, els reis kaqchikels Oxlajuj-Tz'i' i Kablajuj-Tijax van aconseguir una victòria important sobre els k'iche' quan van capturar els reis k'iche' Tepepul i Itzayul juntament amb l'ídol de Tojil, la seva deïtat més important. Els reis capturats van ser sacrificats juntament amb un nombre de nobles i soldats d'alt rang, entre ells el fill i net del rei.  Després d'haver derrotat als k'iche', dos clans kaqchikels (els Aqajal i els Tuquche') es van rebel·lar. Els reis Oxlajuj-Tz'i' i Kablajuj-Tijax van aixafar la rebel·lió el 20 de maig de 1493.
Oxlajuj-Tz'i' va morir el 23 de juliol de 1508 i va ser succeït pel seu fill Jun-Iq'.  Kablajuj-Tijax va morir el 4 de febrer de 1509 i va ser succeït pel seu fill Lajuj-Noj. Els kaqchikels van continuar amb la guerra contra el regne k'iche' en la dècada següent. L'emperador asteca Moctezuma II va enviar missatgers en 1510, avisant els kaqchikels de l'arribada d'estrangers al Carib. En 1512 va enviar un altre missatger (nomenat Witz'itz'il) per avisar de l'arribada dels espanyols a Yucatán i Veracruz.
En 1513, els kaqchikels van patir una plaga de llagostes. L'any següent, el 1514, Iximché va ser greument malmesa per un incendi. Una plaga, descrita com a terrible als Annals dels Kaqchikels, va afectar la ciutat el 1519 i va durar dos anys, i va causar un gran nombre de morts. És probable que aquesta plaga fos la verola, una malaltia portada a les Amèriques pels espanyols. En 1521, després de la caiguda de la capital asteca Tenochtitlan en mans dels espanyols, els kaqchikels van enviar missatgers a Hernán Cortés per oferir una aliança.
L'11 d'agost de 1521, Beleje' K'at i Kaji' Imox van ser elegits com els senyors de la ciutat després de la mort de Jun-Iq' i Lajuj-No'j, els reis anteriors.Plantilla:SfnGuillemín Kaji' Imox era l'Ajposotz'il i Beleje' K'at l'Ajpoxahil. La vigília de la conquesta espanyola, el regne kaqchikel amb seu a Iximché va continuar expandint-se cap a zones que abans eren controlades pels k'iche', i estava en vies de convertir-se ràpidament en el nou regne més poderós de l'altiplà guatemalenc. La seva importància era únicament superada per Q'uma'r Ka'aj, la capital dels k'iche'.

### Conquesta espanyola

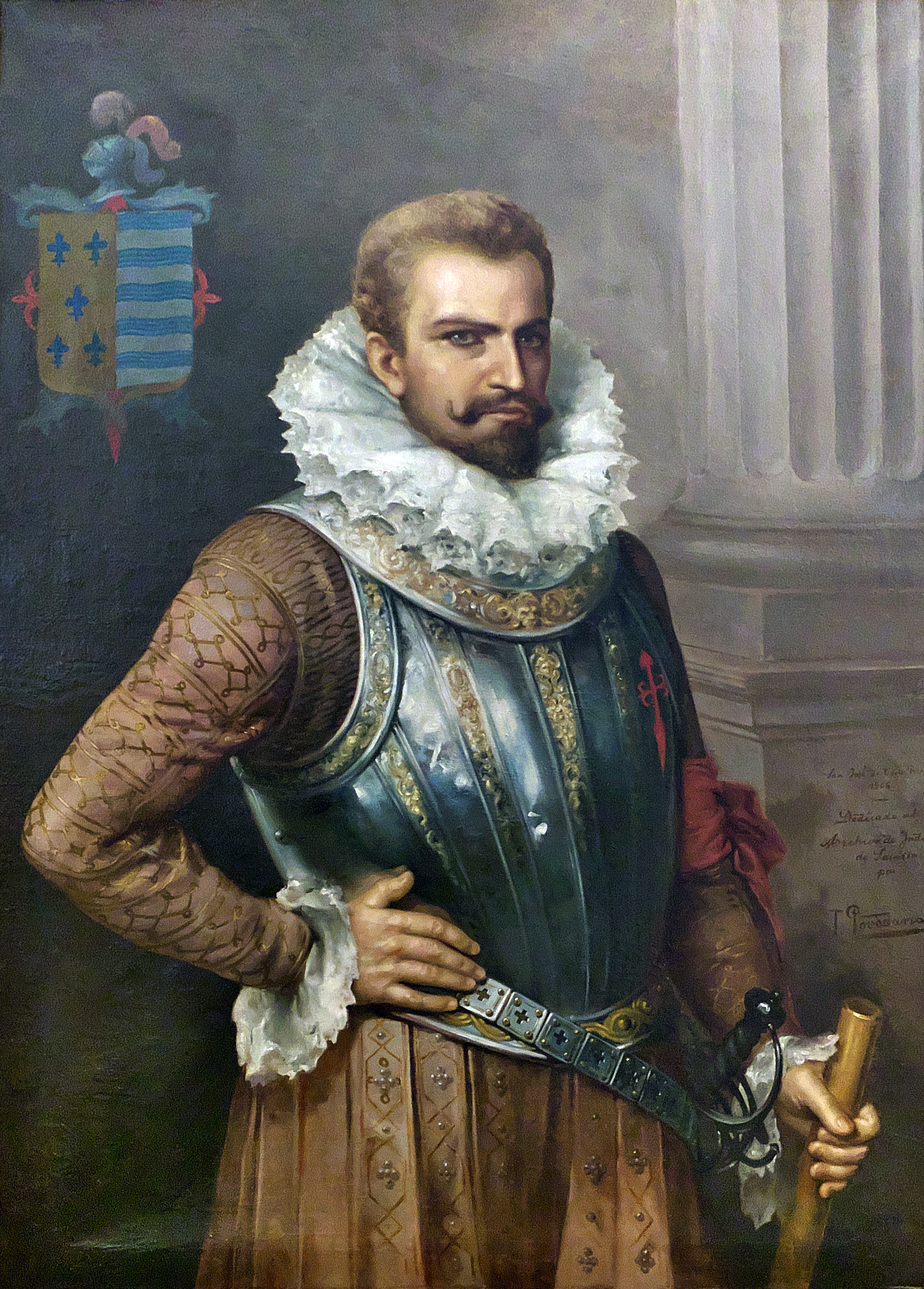
Retrat de Pedro de Alvarado, conegut com a Tonatiuh pels indígenes.

Quan el 1524, 3 anys després de la conquesta dels asteques, el conqueridor espanyol Pedro de Alvarado va arribar al que avui és Guatemala, es va trobar amb els regnes maies de l'altiplà debilitats per vint anys de guerra i arrasats per les primeres plagues de malalties contagioses europees. En el període de febrer a març de 1524 es va enfrontar i va derrotar decisivament els k'iche', va arrasar Q'uma'r Ka'aj i va executar als reis k'iche'. Els espanyols van ser convidats a Iximché el 14 d'abril de 1524 i van ser ben rebuts pels reis Beleje' K'at i Kaji' Imox. Els reis kaqchikels van proporcionar guerrers nadius per ajudar els conqueridors en la seva campanya en contra de la resistència dels k'iche' i per ajudar amb la derrota del regne veí dels Tz'utujil. En aquesta ocasió els espanyols només es van quedar breument a Iximché, i van avançar passant per Atitlán, Escuintla i Cuscatlán Els espanyols van tornar a la capital kaqchikel el 23 de juliol de 1524, i el 27 de juliol (1 K'at al calendari kaqchikel) Pedro d'Alvarado va declarar, en una part de Iximché, com fundada la capital de Guatemala, Santiago dels Cavallers de Guatemala,  constituint així el seu primer assentament
Pedro de Alvarado no va trigar a exigir or com a tribut als kaqchikels. Va demandar que els reis kaqchikels lliuressin 1000 fulles d'or de 15 pesos cadascuna. Quan un sacerdot kaqchikel va predir que els déus kaqchikels anaven destruirien els espanyols, el 28 d'agost de 1524 (7 Ajmaq en el calendari kaqchikel) la població kaqchikel va abandonar la ciutat per a refugiar-se en els boscos i els turons. Després de deu dies els espanyols van declarar la guerra als kaqchikels. Alguns anys més tard, el 9 de febrer de 1526, un grup de setze desertors espanyols va cremar el palau del Ajpoxajil, va saquejar els temples i va segrestar un sacerdot, actes que els kaqchikels van atribuir a Pedro de Alvarado. El conqueridor Bernal Díaz del Castillo va relatar que el 1526 va tornar a Iximché i va passar la nit a la «vella ciutat de Guatemala», juntament amb Luis Marín i altres membres de l'expedició d'Hernán Cortès a Hondures. Va assenyalar que les cases de la ciutat encara estaven en excel·lents condicions; el seu relat va ser l'última descripció de la ciutat mentre encara estava habitable.
Els espanyols van fundar una nova ciutat amb el nom de Tecpán Guatemala. Tecpán ve del nàhuatl i significa palau, per la qual cosa el nom de la nova ciutat es tradueix com a «el palau entre els arbres». Els habitants d'Iximché es van dispersar. Alguns es van traslladar a Tecpán, altres a Sololá i a altres ciutats al voltant del llac d'Atitlan.
A causa dels atacs continus dels kaqchikels, els espanyols van abandonar l'assentament el 1527 i es van traslladar a la Vall d'Almolonga, a l'est, on van prosseguir amb el creixement de la capital al lloc que avui es coneix com el barri de San Miguel Escobar a Ciudad Vella, constituint-se així com el segon assentaament de la capitañ de Guatemala.
Els kaqchikels van mantenir la seva resistència contra els espanyols durant diversos anys, fins al 1530. El 9 de maig de 1530, els dos reis dels clans més importants van tornar de la selva. Un dia més tard molts nobles i les seves famílies s'hi vam afegir, i moltes persones més van venir amb ells per rendir-se en el nou assentament de la capital que es trobava a l'actual Ciudad Vieja.

### Història moderna

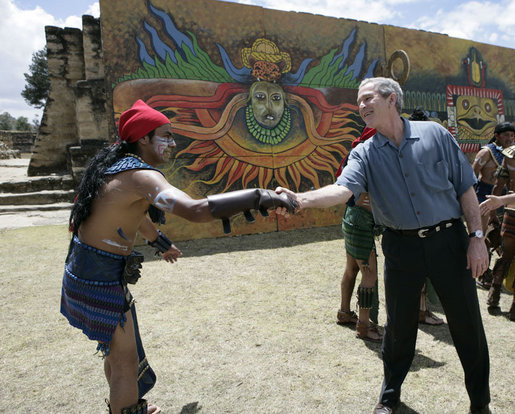
El president estatunidenc George W. Bush, en Iximché el 2007

Les ruïnes van ser descrites en 1695 per l'historiador guatemalenc Francisco Antonio de Fuentes i Guzmán. Miguel Rivera Maestre va publicar alguns plànols i dibuixos de les ruïnes el 1834 en el seu Atles de l'Estat de Guatemala. El diplomàtic i escriptor John Lloyd Stephens va descriure les ruïnes, que va anomenar Pa Tinamit, després de visitar Iximché el 1840 juntament amb l'artista Anglès Frederick Catherwood. Catherwood mai va publicar dibuixos del lloc i Stephens va relatar que la població local havia saquejat les pedres del jaciment durant molts anys amb la finalitat d'utilitzar-les com a material de construcció a Tecpán. L'arquitecte francès César Daly va realitzar un mapa d'Iximché el 1857.
A l'època colonial, Iximché va ser el centre d'un culte d'adoració sincrètica d'una relíquia de les ruïnes que havia estat traslladada a l'església de Tecpán. Fins al segle xix es van dur a terme processons de Tecpán a les ruïnes tots els Divendres Sants. Aquest culte s'havia extingit durant l'època de la Guerra Civil de Guatemala al segle xx.
Alfred P. Maudslay va visitar Iximché en 1887 i es va referir al lloc alhora com Pa Tinamit i Iximché. Va dur a terme una inspecció del lloc i va publicar un plànol de les ruïnes. A la dècada de 1940, Robert Wauchope va dur a terme un estudi de ceràmica d'Iximché en nom de la Middle American Research Institute de la Universitat de Tulane i va publicar el seu treball en 1948-1949. L'historiador Janos Szecsy va començar les seves excavacions en les ruïnes el gener de 1956 Les restes de la ciutat van ser excavats per l'arqueòleg guatemalenc-suís Jorge Guillemin de 1959 fins a 1972. Guillemin va publicar-ne els resultats de la investigació el 1959, 1967 i 1969. L'excavació i la restauració de les ruïnes va ser finançada per la Comissió Guatemalenca per a la Reconstrucció de Monuments Nacionals fins al juliol de 1961, després de 1963 les investigacions van ser finançades per la Fundació Nacional Suïssa per a la Investigació Científica. Guillemin va morir abans que pogués completar les seves investigacions i publicar el seu informe complet. Les seves notes de camp es van publicar finalment el 2003.

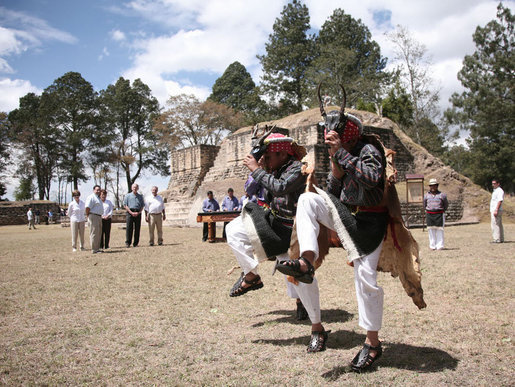
Balls i marimba a Iximché, en ocasió de la visita dels presidents de Guatemala i els Estats Units el 2007.

En 1960, les ruïnes d'Iximché van ser declarades Monument Nacional en virtut del decret governatiu 1360 del Congrés de la República de Guatemala, publicat en maig de 1963. El 1980, durant la Guerra Civil de Guatemala, les ruïnes van ser triades com a lloc de trobada entre líders maies i els representants de la guerrilla van comprometre explícitament a defensar els drets indígenes després de la Declaració d'Iximché. En 1989 es va dur a terme una cerimònia maia important a la ciutat, per tal de restablir la seva funció com a lloc sagrat per a cerimònies maies.
El president dels Estats Units, George W. Bush, va visitar el lloc el 12 de març de 2007. Sacerdots maies locals van declarar que es durien a terme els ritus de purificació després de la seva visita per netejar l'àrea dels «mals esperits» portats pel president, a qui van acusar de perseguir els seus «germans migrants» als Estats Units. «Rebutgem aquesta representació del nostre poble com una atracció turística» va dir un portaveu, Morales Toj.
El 26-30 de març del 2007 Iximché va ser l'escenari de la III Cimera Continental de Pobles i Nacionalitats Indígenes d'Abya Yala. En la seva declaració de tancament, conegut com la segona «Declaració d'Iximché», els delegats es van comprometre a la lluita per la justícia social i contra el «neoliberalisme i altres formes d'opressió.»

## Turisme

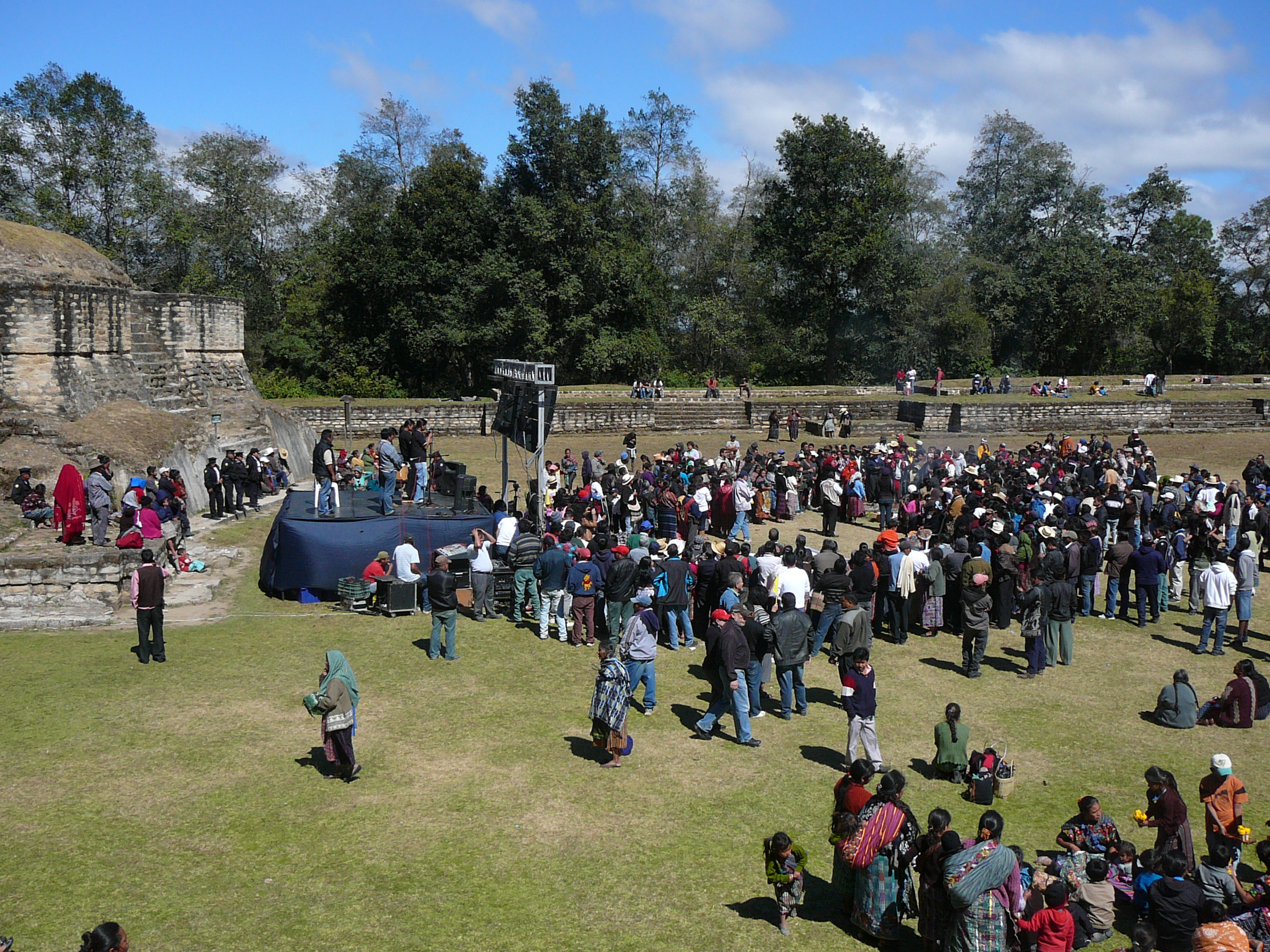
Iximché va ser la capital del regne kaqchikel en el període Postclàssic tardà.

Relativament pocs turistes visiten les ruïnes i els que ho fan són generalment de nacionalitat guatemalenca. Durant els caps de setmana el lloc atreu a prop de 250 visitants per dia, majoritàriament indígenes maies. Sovint són aj q'ijab' (sacerdots maies) moderns provinents de l'altiplà guatemalenc que arriben com a pelegrins a Iximché.
Les instal·lacions turístiques del lloc inclouen un aparcament per a visitants, un petit museu, una àrea de pícnic i un camp de futbol. El museu té una exhibició d'artefactes recuperats de les ruïnes i està obert diàriament.

## Descripció del jaciment

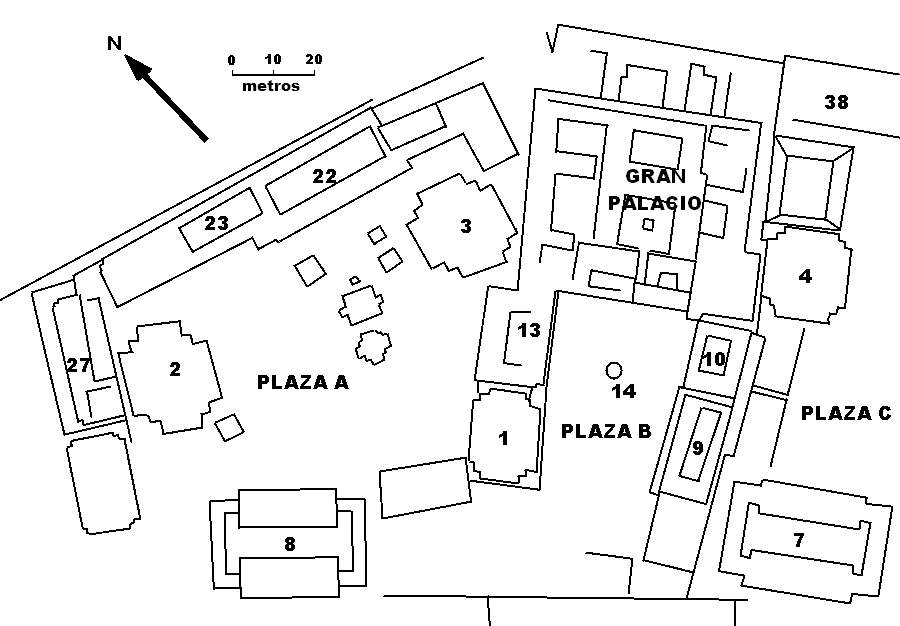
Mapa del nucli del lloc de Iximché, mostrant les principals estructures de les Places A fins a C

El lloc s'ha conservat en gran manera com a resultat de l'aliança entre els espanyols i els kaqchikels contra els k'iche'. El nucli central del lloc està flanquejat per profunds barrancs i està separat de la zona residencial principal per un fossat defensiu. La ciutat es va desenvolupar ràpidament i en els primers 50 anys de la seva fundació ja havia aconseguit la seva màxima extensió. A causa del gran creixement poblacional, l'àrea residencial es va estendre més enllà de les vores dels barrancs. El centre del lloc es compon de quatre petites places i dues places grans, cadascuna de les quals comptava amb almenys dos temples. Juntament amb els palaus de l'elit, hi havia dos camps de joc de pilota mesoamericans, el més gran amb una longitud de 40 m tenia marcadors zoomorfs. Les places s'anomenen A, B, C, D, E i F, i s'estenen del nord-oest (A) al sud-est (F).  El centre cerimonial de la ciutat va ser separat de les zones residencials per un mur.  En l'actualitat s'accedeix al lloc a través de la ciutat moderna de Tecpán Guatemala, la qual va substituir a Iximché quan va ser destruïda. L'entrada actual del lloc se situa al costat nord de les ruïnes i inclou un estacionament per a visitants, un petit museu, una àrea de pícnic i un camp de futbol, així com la casa del guarda. En una zona de boscos al sud del nucli central de les ruïnes es troba una zona cerimonial utilitzada pels kaqchikels actuals per dur a terme els seus rituals. Aquesta àrea cerimonial està connectada a les ruïnes per un sender i inclou sis altars de formigó disposats al voltant de les restes d'un edifici no-excavat. En els altars es col·loquen flors, aliments i begudes com a ofrenes. Al museu s'exhibeix un nombre de peces trobades al lloc, incloent-hi escultures i ceràmica.
Es creu que les Places A i B van formar un únic conjunt arquitectònic pertanyent al clan Sotz'il i que incloïa el palau de l'Ahpo Sotz'il. La Plaça A posseeix un joc de pilota, dos temples i deu estructures de palau, cinc de les quals estan interconnectades

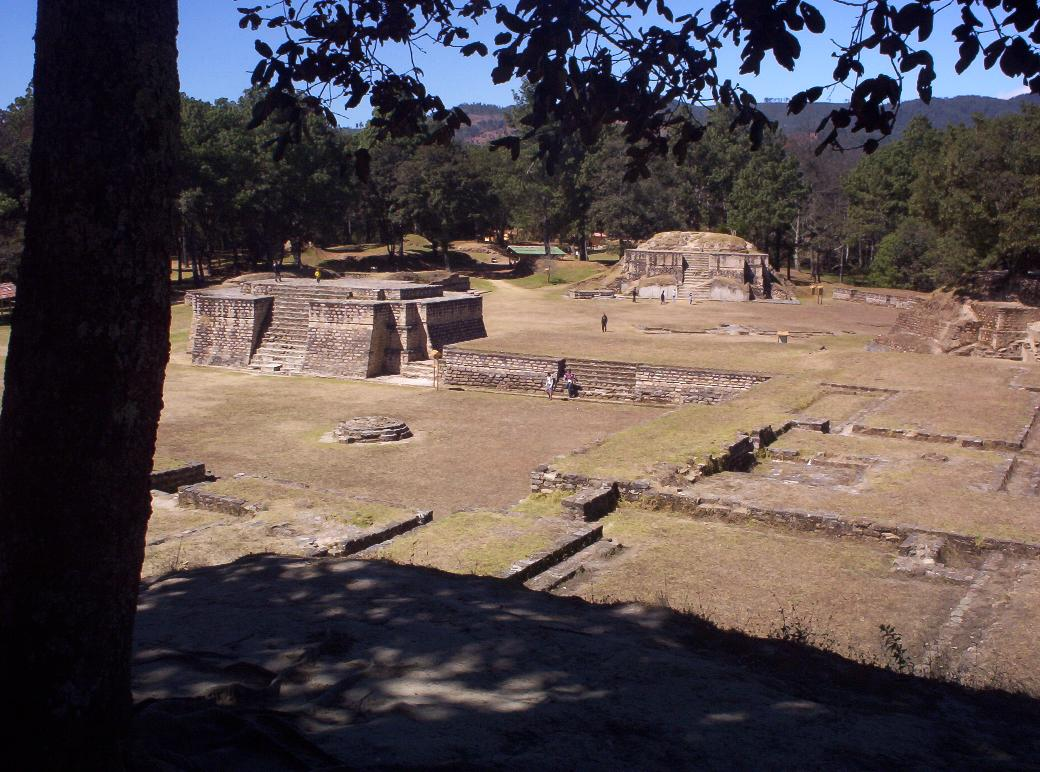
Vista d'Iximché amb l'Estructura 1 a l'esquerra i l'Estructura 2 a la dreta.

Plaça C. Quedava separada de les Places A i B per un mur de 3 metres d'alçada i contenia el complex del palau de l'Ahpo Xajil, el governant menor.  La Plaça C també tenia dos temples, un davant de l'altre a banda i banda de la plaça. El joc de pilota Xajil estava al costat sud-oest de la Plaça C, i el palau pròpiament dit de l'Ahpo Xajil se situava al costat sud-est de la plaça. El palau Xajil va ser construït amb una alineació est-oest, amb el pati d'entrada al costat occidental del palau, i tenia un altar central. L'entrada del palau principal se situava al costat oriental del pati d'entrada. Les habitacions i els patis del palau Xajil contenien una gran quantitat d'artefactes domèstics. El Palau Xajil va ser destruït per un incendi que va causar el col·lapse de les parets de tova; és possible que Pedro de Alvarado i els seus soldats espanyols fossin allotjats en aquest complex. És també probable que es tracti del mateix edifici que els desertors espanyols van cremar en 1526. A causa de l'esfondrament de l'edifici es va conservar el contingut intern del palau per als arqueòlegs, a diferència del palau de l'Ahpo Sotz'il on es van recuperar relativament pocs artefactes.
La Plaça D no ha estat excavada, encara que va ser desbrossada i cartografiada pels arqueòlegs. És una plaça gran envoltada de monticles bastant alts, encara que no sembla haver tingut les grans piràmides a l'oest i est que estan presents en les altres places principals. Tenia un palau al costat sud amb tres patis interiors, el més occidental dels quals tenia un altar en forma de creu. El palau era menor que els de l'Ahpo Sotz'il i l'Ahpo Xahil i es creu que va ser el palau de l'Ahuchan.
Les Places E i F són a l'est de la Plaça D i també incloïen edificis de palaus. Aquestes places no van ser cartografiades per Guillemin i romanen cobertes d'arbres. Les dues places formen un sol complex, i es creu que ha estat el del K'alel Achi.
El fossat defensiu que travessa el promontori tenia originalment 8 m de profunditat. Poc temps després de la conquesta va ser reomplert en gran part amb la finalitat de fer la ciutat menys defensable. A mitjan segle xix la profunditat del fossat defensiu només mesurava 2,7 m; a la dècada de 1960 encara era visible tot i que estava gairebé totalment tapat.
Les troballes de ceràmica al lloc sovint inclouen encensers amb nanses i decoració modelada. La ceràmica domèstica més comuna conté mica i inclou comals. La ceràmica importada inclou ceràmica policromada i de blanc sobre vermell de Chinautla, que són bastant habituals en el lloc. Els recipients marrons són d'un tipus que també va ser trobat a Zaculeu i Mixco Viejo, llocs que també van tenir una ocupació poblacional durant el Postclàssic Tardà. Altres troballes freqüents foren metates amb tres potes, i fulles d'obsidiana negra. També es van trobar joies senzilles de jade.
Els sacrificis humans s'evidencien a l'altar al cim de l'Estructura 2, que és del tipus emprat per a sacrificis del cor, i en un dipòsit cilíndric de cranis extrets de víctimes decapitades, juntament amb ganivets d'obsidiana. Una flauta pentatònica feta del fèmur d'un nen, que es va recuperar d'un dels temples, és també indicativa de sacrificis humans.
A causa de la brevetat de l'ocupació espanyola de la ciutat, no es van trobar gaires artefactes europeus. Les poques peces que es van trobar es tractaven dels perns d'una ballesta de ferro forjat.

### Estructures arquitectòniques

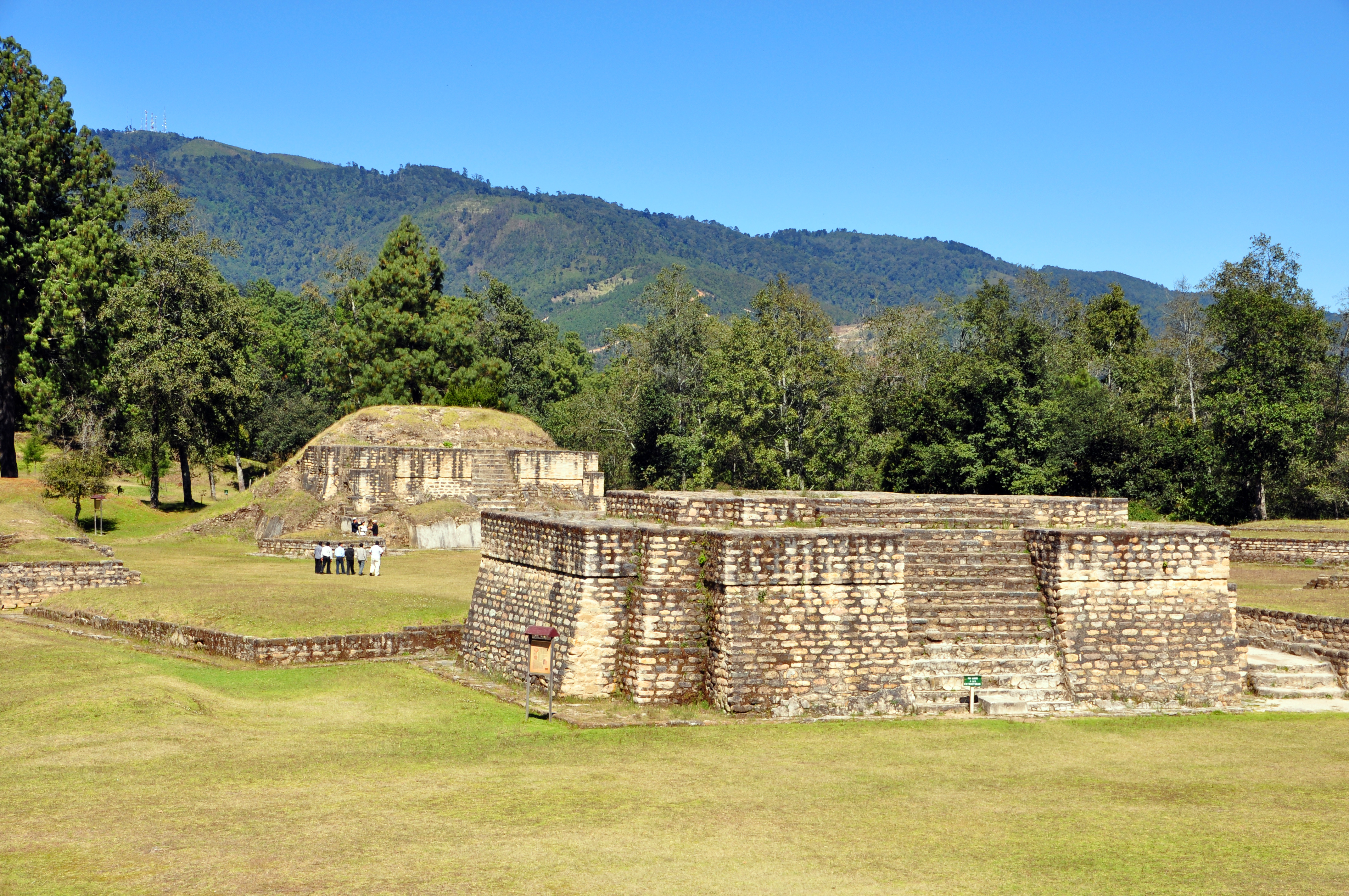
Temple 1 i 2 a Iximché.

Més de 160 estructures van ser registrades i cartografiades a Iximché. Les estructures tenien una capa externa de blocs de pedra, recoberta de morter de calç que en alguns casos es pintava amb murals policroms executats en l'estil que es coneix com a Mixteca-Puebla; d'aquests murals només en sobreviuen unes quantes restes actualment. L'estil Mixteca-Puebla es va originar al voltant de l'any 900 al centre de Mèxic i des d'allà es va propagar a tot Mesoamèrica. Les superestructures dels edificis d'Iximché van ser construïdes a partir de blocs de tova que suportaven bigues i sostres de morter, els quals no van sobreviure.
En general els nuclis de les plataformes es van construir de pedra bruta en una matriu d'argila. Algunes de les estructures han estat restaurades i el nucli del lloc es manté lliure de males herbes.Les estructures residencials que es van construir sobre plataformes al voltant de les places cerimonials, en general incorporaven bancs i fogons.

#### Gran Palau I
El Gran Palau I és un gran complex residencial al costat nord-est de la Plaça B. Les restes supervivents consisteixen en un pati enfonsat i algunes plataformes de cases baixes. Les excavacions van revelar tres fases de construcció, la més antiga de les quals data de la fundació de la ciutat per Wuqu-Batz' i Hun-Toh. Aquesta fase cobreix aproximadament 500 m² i va arribar a formar el nucli del palau. La primera fase va consistir en quatre llargues estructures residencials, cadascuna amb una sola habitació, distribuïdes entorn d'un pati que posseïa un altar al centre.  Les unitats residencials posseïen bancs inserits contra les parets i fogons al centre del pis. Els murs van ser originalment construïts de tova coberta de pintures murals. Els artefactes recuperats d'aquesta fase inclouen ganivets d'obsidiana, comals, metates i ceràmica domèstica. També es va recuperar fragments de cremadors d'encens prop dels altars del palau. Amb l'addició de nous edificis i patis, el palau es va expandir en totes les direccions al voltant d'aquest nucli inicial. El pati inicial es va dividir més tard en diversos patis més petits. L'última fase de la construcció del palau data del regnat d'Hun-Iq' i Lajuj Noj, al final de la qual el palau ocupava una superfície de més de 3000 m².
Al sud-oest del pati del palau es trobaven algunes plataformes baixes, possiblement plataformes de dansa ritual, i al costat sud-est hi havia un edifici amb bancs contra tres de les parets i fogons a cada extrem. Això pot haver estat la sala on l'Ahpo Sotz'il tenia la seva cort i rebia visitants i tributs.

#### Gran Palau II
El Gran Palau II és un altre gran complex residencial. Es troba en el costat sud-est de la Plaça C. El palau està format per un gran nombre de petites habitacions disposades entorn de set patis interiors. A l'interior del palau es va recuperar una gran quantitat de restes de ceràmica. Les habitacions al voltant del pati nord-est del Gran Palau II podrien haver estat les estances reals d'aquest complex per la seva posició prop del pati central, mentre que al mateix temps n'estaven separades. La ceràmica recuperada en aquesta zona és d'origen exòtic i té un caràcter elitista. Les estances reals també podrien haver inclòs les habitacions al voltant del pati nord del palau.

#### Temple 2

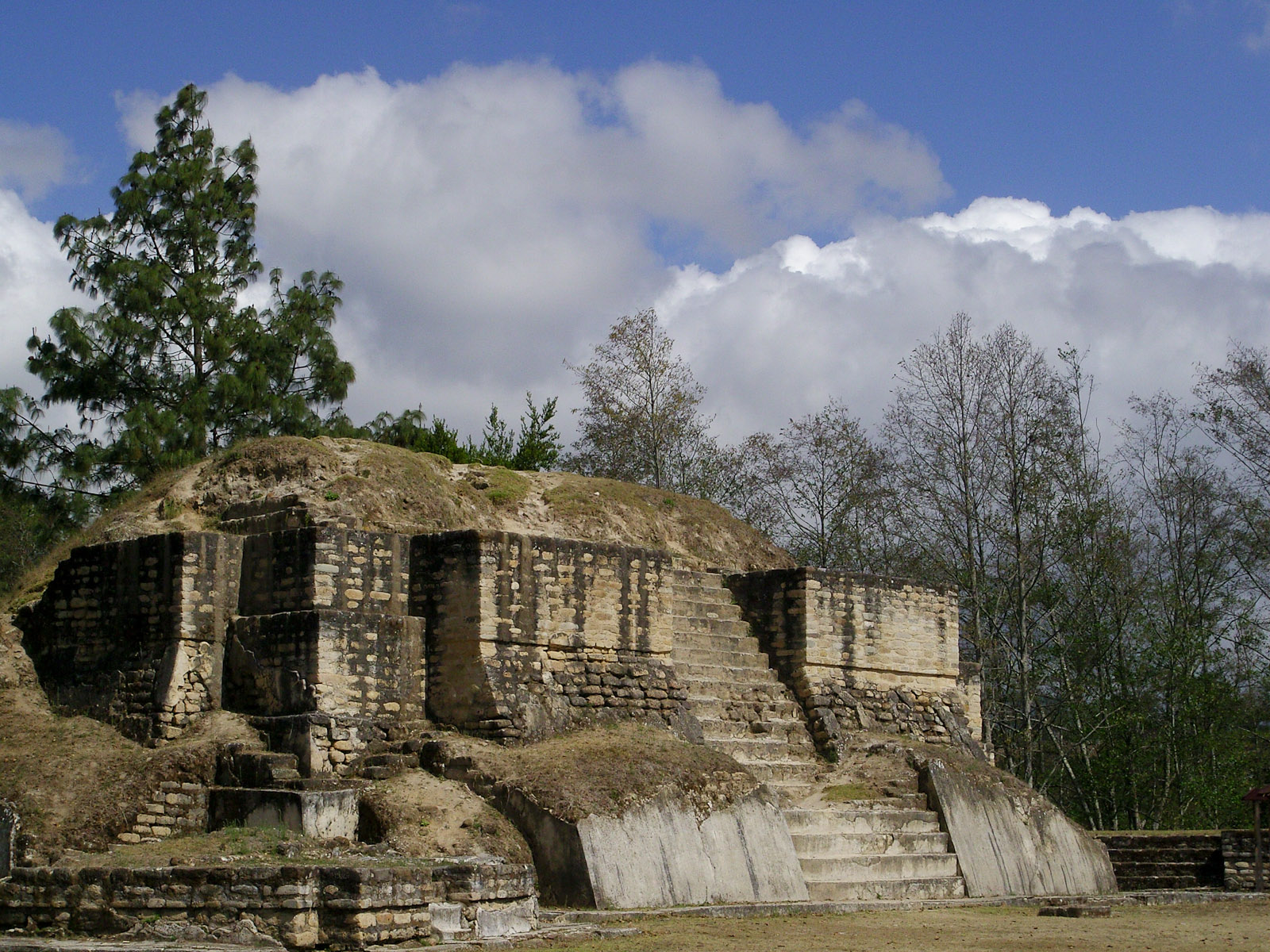
Temple 2 d'Iximché amb el seu itzompan ('lloc de cranis') a baix a l'esquerra.

Temple 2 (també conegut com a Estructura 2) és una plataforma piramidal esglaonada al costat oest de la Plaça A. Té una escala que puja per la part est de l'estructura, facilitant l'accés des de la plaça. El Temple 2 va ser construït orientat a la sortida del sol durant el solstici d'estiu. L'estructura és la més ben conservada dels temples excavats.{{Sfn|Guillemin|1965|p=27} Igual que molts altres edificis a Iximché, tenia tres fases de construcció que daten, en ordre cronològic, dels regnats de Wuqu-Batz', Oxlahuh Tz'i' i Hun-Iq'. La primera d'aquestes fases va ser descoberta quan els arqueòlegs van cavar un túnel a l'interior de l'estructura.{{Sfn|Guillemin|1965|p=27} Està mal conservada perquè les pedres exteriors van ser extretes amb la finalitat de ser reutilitzades. La fase intermèdia és la més ben conservada de les tres fases de construcció i va consistir en quatre nivells esglaonats que suportaven alts murs en estil talús-tauler que consistia en una paret inclinada rematada per un panell vertical. El temple tenia les cantonades rebaixades i una escala dreta. A la part superior hi havia un altar de sacrifici que feia 40 cm d'alçada, per 45 cm d'amplada i 18 cm de profunditat. L'altar estava fet de pedra i estuc i la part superior era lleugerament còncava; és del tipus utilitzat per a sacrificis humans.
El terra del temple està 9 m per sobre del nivell de la plaça. Afegint-hi la superestructura del temple, que incloïa les parets i el sostre, s'hi afegirien 5 m més per arribar a l'alçada total de l'estructura a l'època de la conquesta espanyola. El santuari del temple tenia bancs contra tres de les parets interiors i un fogó al mig.  A darrere hi havia una petita cambra amb bancs,> la utilitat de la qual podria haver estat la de mantenir les efígies dels déus dels Sotz'il. Una petita secció del terra del temple havia estat oberta, possiblement per a un enterrament, però la tomba mai no va ser utilitzada i va ser coberta. Les restes d'una tortuga van ser recuperades a la plaça immediatament davant del temple i podrien haver representat un dels bacabs (un tipus de ser mític) a qui donava suport el temple. Les tortugues també van jugar un paper important en el mite del renaixement del Déu del Blat de moro, que data del període Clàssic maia.
El santuari del temple va ser construït sobre una plataforma definitiva damunt del quart esglaó. Les restes visibles del santuari daten del regnat d'Oxlahuh-Tz'i'. Tenia una triple entrada dividida per columnes i va ser construït a partir de tova coberta de guix; les columnes i parets a banda i banda de les entrades van ser pintades amb decoracions. Els arqueòlegs van trobar empremtes de color vermell, groc i blau, colors que s'aplicaven a dissenys marcats amb un instrument punxegut en una fina capa d'argila. La qualitat de l'obra va ser molt fina, indicant que va ser executada per un artista especialitzat. Hi havia deu figures pintades al capdavant de l'edifici, amb murals addicionals a la part posterior. Els dissenys consisteien en dues files de discos superposats a una fila de ratlles verticals amb figures pintades contra el fons de ratlles amb discos per sobre. Les figures pintades estan realitzant diferents accions, com la perforació de la llengua, i probablement representen un ritual kaqchikel.
Les pintures murals estan en pèssim estat de conservació a causa dels efectes de la humitat i els danys causats per les arrels d'arbres. L'estil de les pintures és molt similar a la de l'art mixteca del Postclàssic. Les parts exposades de la fase intermèdia de la construcció van patir danys. La segona fase va ser coberta per la fase final de construcció, la qual va patir danys molt importants a causa de l'extracció de pedres per al seu ús a la construcció de la ciutat propera de Tecpán.
Una plataforma baixa a la cantonada sud-oest del Temple tenia murals pintats mostrant un crani amb dos ossos llargs creuats sobre dues bandes de decoració. Aquesta plataforma pot haver estat un itzompan o «lloc de cranis», una versió kaqchikel del Tzompantli dels asteques. Dos cranis amb indicis de decapitació van ser trobats en un amagatall al sud-est del Temple 2 juntament amb algunes fulles d'obsidiana.

#### Temple 3
Temple 3 (també conegut com a Estructura 3 ) és un temple piramidal que es troba al costat est de la Plaça A, davant del Temple 2, i la seva forma és semblant a la d'aquest edifici. L'escala puja pel costat oest (plaça) de la plataforma del temple. Davant de l'escala, a l'altura de la plaça, hi ha una petita plataforma rectangular. Es va trobar una gran quantitat de restes de ceràmica associada amb aquest edifici; es tracta de fragments de grans encensers cilíndrics dels quals més de dotze van ser utilitzats al temple. Un d'ells representava a un ancià déu emergint de les goles d'una serp, altres dos mostren la mateixa deïtat dempeus. Possiblement representen una de les deïtats patronals dels kaqchikels, B'elehe-Toh o Hun-Tihax. Els encensers van ser trobats exactament on els kaqchikels els havien deixat en abandonar Iximché. Alguns d'aquests encensers portaven un disc solar suspès amb raigs modelats. Es van recuperar fragments d'una recipient de ceràmica de plom del Posclàssic Primerenc repartits pels tres costats del temple; probablement eren les restes d'una relíquia dins el temple mateix. Com que no existeix evidència d'una ocupació tan primerenca a Iximché, el recipient va poder haver estat saquejat de Zaculeu, una ciutat amb una llarga ocupació poblacional, que va ser conquerida per l'aliança k'iche'-kaqchikel. De l'Estructura 3 es va recuperar també un ganivet sacrificial de sílex. Hi ha dues plataformes baixes davant del temple; És probable que fossin utilitzades com a altars o plataformes de ball.

#### Altres estructures
Estructura 1 (també coneguda com a Temple 1) és un temple piramidal que dona a la Plaça B. És l'únic temple a Iximché que ha estat completament restaurat.
Estructura 4 és una altra plataforma d'un temple piramidal al costat oest de la Plaça C. Té una plataforma baixa a la cantonada sud-est, on es van excavar 48 caps decapitats. Schele i Mathews han especulat que aquests poden ser els cranis dels reis k'iche' Tepupul i Itzayul, juntament amb altres membres de la cort k'iche' que van ser capturats i decapitats pels kaqchikels. La major part dels cranis va ser trobada juntament amb les seves corresponents fulles d'obsidiana. La majoria dels cranis havien estat enterrats en fosses individuals cavades al terra de la plaça, encara que alguns van ser agrupats en petits grups.
Estructura 5 era un temple piramidal.  Les excavacions van revelar almenys dues fases de construcció; la plataforma piramidal tenia una sola escala que es va dividir en dues en acostar-se al santuari al cim.
Estructura 6 és la plataforma d'un temple piramidal no-restaurat al sud-oest de la Plaça C.
Estructura 7, al costat sud-oest de la Plaça C, és un camp de joc de pilota de dimensions similars a l'estructura 8. Era el joc de pilota del clan Xajil i pot haver estat el més antic dels dos camps de joc. Cada extrem de la pista tenia una escala i una escala addicional cap al sud-est. Una esculura de cap recuperada de la Plaça C, pot originalment haver estat un marcador d'aquest joc de pilota.
Estructura 8 es troba al costat sud-oest de la Plaça A. Es tracta d'un camp de joc en forma de , que mesura 40 m de llargada amb una àrea de joc de 30 per 7 m. Les zones finals de la pista estan tancades i s'hi accedeix per mitjà d'escales. Les dues plataformes laterals que delimiten l'àrea de joc es van estendre construint a la banda xterior. En l'idioma kaqchikel els camps de joc de pilota van ser anomenats hom i es consideraven portals d'accés a Xibalbà, l'inframon. L'Estructura 8, ha estat excavada i restaurada. Les excavacions van revelar dos nivells de pis de guix, cosa que indica que el camp de joc de pilota havia estat construït durant la segona de les tres fases principals de construcció a Iximché, que data del voltant del 1500 dC.
Estructura 9-sub tenia dos pilars que separaven tres entrades.
Estructura 10 tenia un pati intern tancat per tres bandes pel mateix edifici.
Estructura 13 es troba entre les Places A i B i comptava amb un pati intern tancat per tres costats, igual que l'Estructura 10.
Estructura 14 és un altar circular a la Plaça B que té un diàmetre de 3,5 m.  És molt semblant als utilitzats per l'anomenat «sacrifici de gladiadores» dels asteques i pot haver servit per al mateix propòsit. Aquesta hipòtesi està recolzada per la presència de l'enterrament d'un noble, enterrat amb tres companys.
Estructura 22 és 32a estructura àmplia al costat nord de la Plaça A. En van sobreviure les bases dels pilars que separaven cinc entrades. L'Estructura 22 és una de les plataformes de palau més ben conservades a Iximché, i tenia bancs construïts a l'interior de tres de les parets i fogons encastats a terra.
Estructura 24. Dues escultures de caps zoomòrfics, possiblement caps de jaguar, van ser trobades prop d'aquesta estructura. Foren probablement marcadors de joc de pilota provinents d'un dels dos camps de joc. És probable que servissin com un nucli sobre el qual es va aplicar estuc modelat.
Estructura 27 està ubicada darrere del Temple 2. A dins va ser trobada la tomba noble E-27-A.
Estructura 38 és una plataforma de 61 m de llarg que va tancar totalment el costat nord de la Plaça C. Suportava tres estructures residencials, cadascuna de les quals tenia la seva pròpia escala. Es va recuperar ceràmica domèstica associada amb aquests edificis. També es va trobar un cremador d'encens amb l'efígie de Tlàloc, el déu de la pluja del centre de Mèxic.

### Restes humanes
Les restes d'esquelets de més de 100 persones han estat excavades a Iximché, algunes de les quals molt ben conservades. Lamentablement, els ossos es van barrejar quan van ser emmagatzemats prop del lloc després de l'excavació, i les seves ubicacions originals ja no són clares. Trenta-sis cranis van ser analitzats pels arqueòlegs, dels quals 25 mostren evidència de decapitació, una pràctica de sacrifici comunament representada en l'art maia del Període Clàssic. Tretze d'aquests sacrificis eren de sexe masculí, set eren dones i de cinc no va ser possible determinar el sexe. D'acord amb el desenvolupament del crani es va determinar que la majoria dels sacrificats eren adults joves, deu d'ells entre 15 i 21 anys i onze de poc més de 21 anys. És probable que els individus sacrificats no fossin kaqchikels, sinó que eren captius d'estats enemics. Menys del 3% dels cranis analitzats van mostrar evidència d'anèmia per deficiència de ferro, un percentatge molt baix en comparació amb les restes recuperades de Copán i Altar dels Sacrificis (64% i 88% respectivament). Aquest baix percentatge indica que aquests individus no havien estat exposats a estrès dietètic i és probable que pertanyessin a l'elit. El 31% dels cranis presentaven evidències d'infecció, gairebé la meitat de les quals eren infeccions actives en el moment de la mort, encara que cap d'elles va ser greu. La meitat d'aquestes infeccions van deixar empremtes en el si maxil·lar, el que suggereix un nivell bastant alt de patògens en l'aire del medi ambient. Una anàlisi de l'esmalt dental realitzat en 19 individus va revelar hipoplàsia a les dents d'un 89% d'ells, la qual cosa indica un alt nivell de mala salut en els primers 7 anys de la infància.
Totes les tombes excavades eren enterraments intrusius sota plataformes residencials. Totes les restes humanes van ser trobades en posició fetal sense cap orientació en particular. Moltes de les restes van ser trobades amb un ganivet d'obsidiana trencat. Alguns enterraments tenien altres ofrenes, per exemple el d'una dona amb utensilis domèstics, alguns dels quals estaven ennegrits amb sutge. Dos enterraments de nens tenien, cadascun, un gra de jade; i l'enterrament d'un ancià de sexe masculí incloïa peces de pi i roure cremats-